# NGC 1
Coordenadas:  00h 07m 15.86s, +27° 42′ 29.7″
NGC 1, também chamada de GC 1, UGC 57, PGC 564 ou Holm 2a, é uma galáxia espiral intermediária do tipo morfológico Sbc, localizada aproximadamente entre 210 e 215 milhões de anos-luz de distância do Sistema Solar, na constelação de Pégaso. Foi descoberta em 30 de setembro de 1861 por Heinrich d'Arrest. É o primeiro item NGC, estando um pouco ao norte da NGC 2.

## Histórico observacional
NGC 1 foi primeiramente observada por Heinrich d'Arrest, em 1860, enquanto testava o telescópio refrator de 11 polegadas do Observatório de Copenhagen. A descoberta da galáxia também foi a primeira descoberta a céu profundo first de d'Arrest. Ele descreveu sua descoberta como "brilhante, pequena, redonda, entre estrelas de magnitude 11 e 14". Herman Schultz também observou NGC 1 três vezes em 1866 e 1868 usando um telescópio refrator de 9.6 polegadas em Upsala.
Ambos os observadores desaperceberam NGC 2, que é muito mais fraca em brilho. NGC 1 aparenta estar bem próxima de NGC 2, enquanto, na realidade, os dois objetos estão muito distantes e não possuem qualquer relação. NGC 2 foi primeiro observada como sendo uma "companheira" de NGC 1 por Lawrence Parsons.

## Vizinhança
- Forma um par com NGC 2, que fica a sul e a uma distância de 1.8'.

Estrelas:
- A NNE, localiza-se uma estrela de magnitude 12 (1,9' de distância)
- A NNO, localiza-se uma estrela de magnitude 13 (1.5' de distância)